# 24701 Elyu-Ene
24701 Elyu-Ene este o planetă minoră (asteroid), cu un diametru de 17,503 km, din centura de asteroizi. A fost descoperită pe 15 noiembrie 1990 la Observatorul European Austral de Eric Walter Elst și a fost numită după Lena. 
Obiectul prezintă o orbită caracterizată de o semiaxă mare de 3,9327459 UAi, o excentricitate de 0,17, o înclinație de 15,5461 ° în raport cu ecliptica.